# Sélinkegny
Sélinkegny est un village de la commune rurale de Bafoulabé dans la région de Kayes au Mali

## Géographie
Il est situé en zone sahélienne, sur la route nationale RN 22 (axe Kayes-Bafoulabé) à 38 km au nord du chef-lieu communal Bafoulabé.

## Histoire
Créé en 1902 par les Soninke Diaby

## Démographie
Lors du recensement général réalisé en 2009, le village compte 2 776 habitants.

## Infrastructures et services
Sélinkegny dispose d'une école comprenant six classes du premier cycle et trois classes du second cycle. Il y a aussi et un centre de santé communautaire comprenant notamment une pharmacie et une maternité.
Lors du recensement de 2009, la localité est desservie par les services suivants :
- trois écoles
- deux formations de santé
- 3 points d'eau

## Administration
Sélinkegny accueille une mairie annexe de Bafoulabé.

## Économie
Sélinkegny vit de l'agriculture (arachides, mil, millet, manioc) et de l'élevage (poules, chèvres, bovins, ânes),du commerce, de l'artisanat ainsi de l'extraction du marbre et de la fabrication de carrelage dans l'usine du village.
Une association pour l'aide au développement de Sélinkegny a été créée par des Parisiens, ressortissants du village.